# Charlotte Vandermeersch
Charlotte Vandermeersch (Oudenaarde, Flandes Oriental, 11 de novembre de 1983) és una actriu i directora de cinema belga.

## Biografia
Charlotte Vandermeersch es va graduar en 2005 de l'Institut Herman Teirlinck a Anvers amb un Mestratge en Art Dramàtic. Actua en nombroses produccions teatrals amb, entre d'altres, SKAGeN, Wunderbaum i Abattoir Fermé. Amb Maaike Neuville, va realitzar la seva pròpia producció teatral De kus van de spinvrouw.
En els primers anys, va interpretar principalment papers secundaris i de convidada. En 2010, va aconseguir dos papers principals, en la sèrie de televisió Dag & Nacht: Hotel Eburon i en la pel·lícula Turquaze . En 2012, va interpretar el paper principal en la sèrie de televisió Deadline 14/10, així com en la seva seqüela, Deadline 25/5, que es va emetre en VTM en la primavera de 2014. Aquest any també va interpretar a Linda Schools en el llargmetratge Bowling Balls. En 2016, va interpretar un paper principal en la pel·lícula Belgica de Felix van Groeningen.
De 2012 a 2020 està afiliada permanentment a la companyia de teatre LAZARUS.
La seva parella és el director Felix van Groeningen amb qui va tenir un fill en 2018.

## Filmografia

#### Directora de cinema
- 2022: Les vuit muntanyes (codirigida amb Felix Van Groeningen)[4]

#### Guionista
- 2012: Alabama Monroe - guió col·laboratiu
- 2022: Les vuit muntanyes (amb Felix Van Groeningen).

#### Actriu
- 2004: Anna (curtmetratge)
- 2005: Shana (curtmetratge)
- 2005: Secretaresse (curtmetratge)
- 2006: Mama (curtmetratge)
- 2007: Dagen zonder lief: Ingrid
- 2007: Corazón (curtomtratge)
- 2008: Pianiste
- 2008: Loft: Vicky Willems
- 2009: Naomi (curtmetratge)
- 2009: La Merditude des choses: konijn
- 2010: Sarah
- 2012: Ice Age 4: La formació dels continents : Shira (veu en off flamenca)
- 2014: Bowling Balls: Linda Schools
- 2016: Menace sur la Maison Blanche (De premier): Eva
- 2016: Belgica: Isabelle
- 2018: Catacombe: Debbie
- 2019: Adoration: Lorette Batts

## Teatre
- Het Schaampaard (Luxemburgo vzw)
- De noces de Judith Vindevogel
- Het fluistertheater van Floor, Oto en Titus (Michael De Cock)
- Mistinguett (Theatre aan Zee).
- Laura afuera (SKaGeN).
- Tinseltown
- Campament Jezus (Wunderbaum, NTGent y Rotterdamse Schouwburg).
- durezadureza (SKaGeN)
- Zilke–dood en ontwaken
- Uptijd
- Soepkinders de Gerda Dendooven (coproducció HETPALEIS y Laika).
- Wat is drinken? (LAZARUS, 2011).
- Niets es onmogelijk (LAZARUS, 2012).
- L'idiota, segond Fiódor Dostoievsk (LAZARUS, 2013).
- KARAMAZOW, després de Fiódor Dostoievski (LAZARUS, 2016).
- Zwanemans (coproducció de HETPALEIS, amb Opera Ballet Vlaanderen, 2016).
- BUZZ (Kopergietery, LAZARUS y KGbe, 2018).